# Szabó Anita (labdarúgó)
Szabó Anita (Miskolc, 1991. szeptember 13. –) labdarúgó, középpályás, csatár.

## Pályafutása

### Klubcsapatban
2002-ben a Miskolci VSC csapatában kezdte a labdarúgást. 2006-ban igazolt a Ferencvároshoz, ahol tagja volt a 2008–09-es idényben bronzérmet szerzett csapatnak. 
2009 ősze óta csak a futsal bajnokságban szerepel.

## Sikerei, díjai
- Magyar bajnokság
  - 3.: 2008–09